# Liborio Justo
Pour les personnes ayant le même patronyme, voir Justo.
Liborio Justo (né à Buenos Aires, le 6 février 1902 et mort le 10 août 2003) est un théoricien marxiste argentin, considéré comme le principal introducteur du trotskisme en Argentine. Il fut tour à tour connu sous les pseudonymes de Quebracho, Agustín Bernal et Lobodón Garra.

## Biographie
Fils du militaire et président argentin Agustín P. Justo, il entre à la Faculté de médecine de l'Université de Buenos Aires en 1919, au lendemain de la réforme universitaire argentine. Il abandonne cependant ses études au bout de 4 ans. Il publie dans les années 1920 plusieurs articles sur ce mouvement étudiant d'une ampleur inédite en Argentine. Bien que né dans une des familles les plus riches d'Argentine, Liborio Justo cherche à s'émanciper de la tutelle paternelle et travaille notamment comme ouvrier dans un moulin et comme vendeur de journaux.
En 1930, il voyage aux États-Unis grâce à une bourse, obtenue après la publication d'un essai sur l'histoire des institutions américaines. Lors de ce voyage, il rencontre des trotskistes américains qui l'initient à leurs thèses. Il y adhérera le reste de sa vie. Il ne commence cependant réellement à lire Trotski qu'en 1932, mais rejoint à la même période le Parti Communiste argentin (pourtant fidèle à Moscou et au Komintern), puisqu'aucun parti trotskiste n'existe alors en Argentine. Il y militera 4 ans, tout en continuant secrètement à lire Trotski.
En novembre 1936, alors que la Guerre d'Espagne exacerbe sa détestation du stalinisme, il publie une lettre ouverte dans la revue buenos-airienne Claridad, dans laquelle il le renie publiquement et le critique violemment, l'accusant d'être anti-révolutionnaire. La même année, il s'enfuit en Uruguay pour y épouser sa compagne juive. Peu de temps après, alors qu'il est revenu en Argentine, où son père est président et reçoit la visite de Franklin Delano Roosevelt, Liborio arrive à s'introduire dans le lieu de réception, à s'emparer du micro tenu par Roosevelt et à crier «Abajo el imperialismo yanqui» ("A bas l'impérialisme yankee") au moment où le président américain s’apprête à faire un discours. Après cet évènement, son père décide de l'exiler dans la Pampa argentine, il en profite alors pour rédiger Prontuario.
Partisan de la Quatrième Internationale, il édite notamment un bulletin d'information, dans lequel il milite pour l'unification des partisans de cette dernière en Argentine. A cette fin, il publie plusieurs travaux théoriques et pratiques importants, visant à la création d'une section unique de la Quatrième Internationale dans son pays. Une première conférence a lieu à son initiative le 7 novembre 1937, actant la fondation d'un premier groupe, la Liga Obrera Revolucionaria ("ligue des travailleurs révolutionnaires"). Plusieurs futurs grands théoriciens du trotskisme en ont été membres, à l'image de Juan Posadas et de Nahuel Moreno, ce dernier n'est cependant resté que 2 mois dans l'organisation avant d'en être expulsé sans que la raison ne soit connue. Plus tard il prendra cependant ses distances avec la Quatrième Internationale, la jugeant atteinte d'inertie et non réformable, il se mettra alors à militer pour la création d'une cinquième.

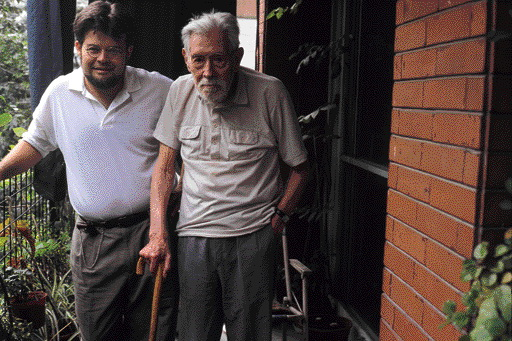
Liborio Justo dans sa maison de la rue Moldes à Buenos Aires, avec, 1999.

Il est l'auteur d'une bibliographie assez impressionnante, focalisée sur la politique, l'histoire et les contes populaires. Sur ces derniers notamment, publiés sous le pseudonyme Lobodón Garra, il a démontré une profonde connaissance de la culture argentine et encouragé sa conservation, comme le rapporte Claudio Bertonatti (es), avec qui il a sympathisé quelques années avant sa mort.
Il était partisan d'une révolution communiste en Argentine, mais rêvait plus largement d'une confédération socialiste englobant tous les états d'Amérique du Sud hispanophones et nommée "Andésia". Il avait emprunté ce nom au poète chilien Vicente Huidobro, qui l'utilisait pour désigner une hypothétique alliance de l'Amérique latine visant à freiner l'hégémonie américaine. Sa plus grande divergence avec le trotskisme « orthodoxe » était donc son soutien à une forme de Nationalisme de gauche, bien qu'il le justifiait par le soutien du trotskisme aux nationalismes dans les pays soumis à l'impérialisme. De plus, Trotski n'a pas connu personnellement Justo mais se méfiait de lui, voyant d'un mauvais œil son origine sociale. Justo répondait volontiers à ce sujet que "Dans l'histoire, la grande majorité des dirigeants révolutionnaires sont sortis des rangs des classes dirigeantes, alors qu'au contraire, du sein des classes opprimées elles-mêmes ont toujours émergé ses plus grands traîtres et bourreaux".
Sa fille Mónica Justo, est propriétaire d'un site web consacré à rassembler des informations bibliographiques sur lui : http://www.liboriojusto.org.

## Bibliographie

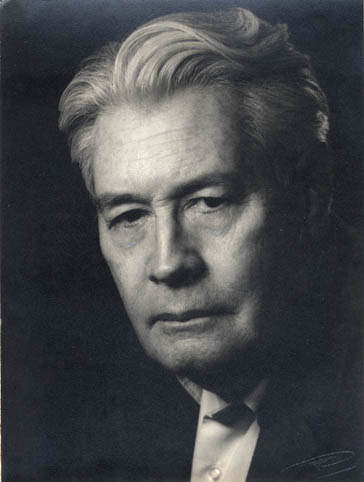
Portrait de Liborio Justo